# Josef Breuer

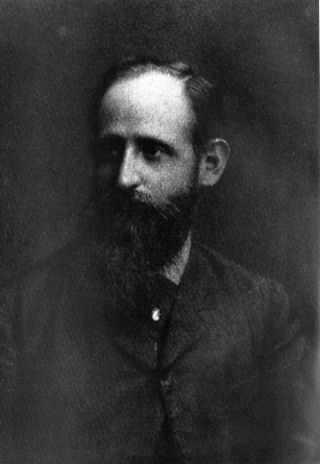
Josef Breuer mit 35 Jahren (1877). Porträtfoto aus seinem Curriculum vitae.

Josef Breuer bzw. Joseph Breuer (* 15. Januar 1842 in Wien, Kaisertum Österreich; † 20. Juni 1925 in Wien, Republik Österreich) war ein österreichischer Arzt, Internist, Physiologe und Philosoph. Neben Sigmund Freud gilt er als Mitbegründer der Psychoanalyse, deren Anfänge auf das Jahr 1893 zurückgehen.

## Leben
Josef Breuer wuchs als der ältere von zwei Söhnen eines Religionslehrers der Jüdischen Gemeinde, Leopold Breuer, und dessen Frau Bertha geb. Semler in Wien auf. Nach der Matura und dem Studium in der Heimatstadt, wo er sich unter dem Einfluss von Ernst Wilhelm von Brücke insbesondere mit der Physiologie beschäftigte, wurde er 1867 mit 22 Jahren zum Doktor der Medizin promoviert. 1868 heiratete er Mathilde Altmann (1846–1931); aus der Ehe gingen fünf Kinder hervor.
Er habilitierte sich in Physiologie und forschte über den Gleichgewichtssinn (Mach-Breuersche-Strömungstheorie der Endolymphe des Innenohres), die Temperaturregelung und die Atmung (Hering-Breuer-Reflex). Nach dem Tod seines Lehrers Oppolzer ließ er sich als praktischer Arzt nieder. Namhafte Kollegen der medizinischen Fakultät Wien und zahlreiche Größen der Wiener Gesellschaft waren seine Patienten.
Die Erfahrungen, die Josef Breuer 1880/1881 bei der Behandlung der Bertha Pappenheim (Pseudonym: Anna O.) sammelte, bildeten die Grundlage für die mit Sigmund Freud im Jahr 1895 zusammen herausgebrachten Studien über Hysterie (zuvor bereits 1893 gemeinsam publiziert: Über den psychischen Mechanismus hysterischer Phänomene). Diese Schrift (und die zugrundeliegende Fallgeschichte) wurde von Freud als Wurzel und Ausgangspunkt der Psychoanalyse bezeichnet.
Im Gegensatz zu der in der Publikation behaupteten vollständigen Heilung der Patientin litt diese weiterhin unter schwerwiegenden psychischen Störungen und musste sich in den folgenden Jahren noch mehrmals stationären Therapien unterziehen.
Josef Breuer wurde auf dem Döblinger Friedhof bestattet.

## Schriften (Auswahl)
- Zwei Fälle von Hydrophobie. In: Wiener medizinische Wochenschrift 18 (1868). Sp. 178 f., 210–213.
- Das Verhalten der Eigenwärme in Krankheiten. In: Wiener medizinische Wochenschrift 18 (1868). Sp. 982–985, 998–1002.
- Die Selbststeuerung der Athmung durch den Nervus vagus. In: Sitzungsberichte der Akademie der Wissenschaften Wien, math.-naturw. Kl. 58/2 (1868), S. 909–937.
- Bemerkungen zu Senators „Beiträge zur Lehre von der Eigenwärme und dem Fieber“. In: Arch. path. Anat., Berlin 46 (1969), S. 391 f.
- Über Bogengänge des Labyrinths. In: Allg. Wien. med. Ztg. 18 (1873), S. 598, 606.
- Über die Function der Bogengänge des Ohrlabyrinthes. In: Med. Jb., Wien 1874. S. 72–124.
- Zur Lehre vom statischen Sinne (Gleichgewichtsorgan). Vorläufige Mittheilung. In: Anz. Ges. Ärzte, Wien 1873. Nr. 9 (17. Dezember 1873), S. 31–33.
- Beiträge zur Lehre vom statischen Sinne (Gleichgewichtsorgan, Vestibularapparat des Ohrlabyrinths). Zweite Mittheilung. In: Med. Jb., Wien 1875. S. 87–156.
- Neue Versuche an den Ohrbogengängen. In: Arch. Physiol. 44 (1889), S. 135–152.
- Über die Funktion der Otolithen-Apparate. In: Arch. Physiol. 48 (1891), S. 195–306.
- Über Brommastitis. In: Wien. med. Presse 35 (1894), Sp. 1028.
- Über Bogengänge und Raumsinn. In: Arch. Physiol. 68 (1897), S. 596–648.
- Die Krisis des Darwinismus und die Teleologie. Vortrag, gehalten am 2. Mai 1902. In: Vorträge und Besprechungen. (1902), S. 43–64. Nachdruck der Ausgabe 1902: Edition diskord, Tübingen 1986.
- Über Galvanotropismus bei Fischen. In: Zbl. Physiol., Wien 16 (1902), S. 481–483.
- Studien über den Vestibularapparat. In: Sitzungsberichte der Akademie der Wissenschaften Wien, math.-naturw. Kl. 112/3(1903), S. 315–394.
- Über den Galvanotropismus (Galvanotaxis) bei Fischen. In: Sitzungsberichte der Akademie der Wissenschaften Wien, math.-naturw. Kl. 114/3 (1905), S. 27–56.
- Über das Gehörorgan der Vögel. In: Sitzungsberichte der Akademie der Wissenschaften Wien, math.-naturw. Kl. 116/3 (1907), S. 249–292.
- Bemerkungen zu Dr. H. Abels Abhandlung „über Nachempfindungen im Gebiete des kinästhetischen und statischen Sinnes“. In: Zschr. Psychol. Physiol. Sinnesorg. 45 (1907), 1. Abt., S. 78–84.
- Über Ewald's Versuch mit dem pneumatischen Hammer (Bogengangsapparat). In: Zschr. Sinnesphysiol. 42 (1908), S. 373–378.
- Curriculum vitae [1923]. In: Dr. Josef Breuer 1842–1925. Wien o. J. [1927]. S. 9–24.
- Ein telepathisches Dokument. In: Umschau 28 (1924). S. 215 f.
- Josef Breuer / Rudolf Chrobak: Zur Lehre vom Wundfieber. Experimentelle Studie. In: Med. Jb., Wien 22/4 (1867). S. 3–12.
- Josef Breuer / Sigmund Freud: Über den psychischen Mechanismus hysterischer Phänomene. Vorläufige Mittheilung. In: Neurol. Zbl. 12 (1893), S. 4–10, 43–47; zugleich in: Wien. med. Blätter 16 (1893), S. 33–35, 49–51.
- Sigmund Freud / Josef Breuer: Studien über Hysterie. Franz Deuticke, Leipzig + Wien 1895. Neudruck: 6. Auflage. Fischer, Frankfurt a. M. 1991. ISBN 3-596-10446-7
- Josef Breuer / Alois Kreidl: Über die scheinbare Drehung des Gesichtsfeldes während der Einwirkung einer Centrifugalkraft. In: Arch. Physiol. 70 (1898), S. 494–510.
- Marie von Ebner-Eschenbach / Josef Breuer: Ein Briefwechsel. 1889–1916. Bergland-Verlag, Wien 1969